# ایمره ماداچ
ایمره ماداچ (مجاری: Madács Imre؛ ۲۰ ژانویه ۱۸۲۳ در آلشواِسترِگُوا – ۵ اکتبر ۱۸۶۴ در آلشواسترگوا) شاعر، نویسنده، وکیل، سیاستمدار، عضو انجمن کیش‌فالودی، عضو مسئول فرهنگستان علوم مجارستان و چهرهٔ برجستهٔ ادبیات و درام مجارستان بود. اثر عمدهٔ او تراژدی انسان نمایشنامه‌ای ۴۰۰۰ سطره است که ترجمهٔ آن به چندین زبان صورت گرفته و همچنان بر روی صحنه اجرا می‌شود.

## یادداشت
1. مجاری: Morelli Gusztáv
2. ↑  مجاری: Morelli Gusztáv
3. ↑  انجمنی ادبی، تأسیس شده در ۱۸۳۶ که به نام کاروی کیش‌فالودی (نمایشنامه‌نویس، درگذشتهٔ ۱۸۳۰) نامگذاری شد.